# علی‌آباد مطلب‌خان
علی‌آباد مطلب خان یک روستا در ایران است که در دهستان قهاب صرصر واقع شده‌است. علی‌آباد مطلب خان ۸۱ نفر جمعیت دارد.